# Банк Республики Гаити
Банк Республики Гаити (фр. Banque de la République d'Haïti) — центральный банк Гаити.

## История
В октябре 1910 года подписан договор с франко-германо-американским консорциумом о создании Национального банка Республики Гаити. В 1916 году банк начал эмиссию банкнот, в 1935-м — национализирован. 17 августа 1979 года банк ликвидирован, на его базе созданы Национальный кредитный банк и Банк Республики Гаити.